# Litoria timida
Litoria timida (tên tiếng Anh: Menemsorae Treefrog) là một loài ếch thuộc họ Pelodryadidae.
Loài này có ở Papua New Guinea và có thể cả Indonesia.
Môi trường sống tự nhiên của chúng là rừng ẩm vùng đất thấp nhiệt đới hoặc cận nhiệt đới, đầm nước, vườn nông thôn, và rừng trước đây suy thoái nghiêm trọng.